# The King of Dramas
The King of Dramas (en hangul, 드라마의 제왕; romanización revisada, Deurama-ui Je-wang; literalmente, «El Rey de los Dramas») es una serie de televisión de 18 episodios y protagonizada por Kim Myung Min, Jung Ryeo-won, Choi Siwon de Super Junior y Oh Ji Eun. Es una comedia satírica acerca de lo que sucede detrás de escena en las producciones de series de televisión (dramas). Fue emitida por SBS desde el 5 de noviembre de 2012 hasta el 9 de enero de 2013 en horario de lunes y martes a las 9:55 (KST).

## Argumento
Con el trasfondo de la industria de entretenimiento coreano, The King of Dramas se desarrolla alrededor de Anthony Kim (Kim Myung Min), un brillante CEO de una productora de dramas, quien hará todo  lo necesario para ganar dinero, fama y éxito. Él es conocido por ser el Midas de los dramas debido a que ha creado series de éxito en audiencia y a las estrellas hallyu. Cuando ocurre una muerte bajo su producción, cae de su rango y es reemplazado. Para recuperarse, contrata a la escritora idealista y moral Lee Go Eun (Jung Ryeo-won), quien desea convertirse en una escritora estrella algún día, y al guapo pero egocéntrico actor Kang Hyun Min (Choi Siwon).

## Reparto
| Personajes Principales - Kim Myung Min como Anthony Kim, el ex CEO de una compañía de producción. - Jung Ryeo-won como Lee Go Eun, una idealista escritora novata. - Choi Siwon como Kang Hyun Min, un actor top. - Oh Ji Eun como Sung Min Ah, una actriz experimentada. - Jung Man-sik como Oh Jin-wan, el nuevo CEO de la empresa donde trabajaba Anthony. World Production - Seo Dong Won como Joo Dong Seok. - Heo Joon Seok como Han Kang Wook. - Park Sang Hun como Park Seok Hyun. - Yoon Yong Jin como Gu Hee Jae. - Jung In Ki como el director del drama. Empire Production - Seo Joo Hee como Jung Hong Joo (escritora). - Kim Kyung Bun como el subdirector Heo. - Jang Won Young como el director Hong. - Lee Hae Woon como la productora Park. - Park Geun Hyun como el dueño de Empire Production. SBC - Kwon Hae Hyo como Nam Woon Hyung, Director del departamento de dramas. - Song Min Hyun como el director adjunto Kim. - Jung Han Heon como el director adjunto Park. - Kim Seung Hwan como Lee Sung Jo. - Lee Dong Hoon como Yoon Kwang Jae. - Yoon Joo Sang como Moon Sang Il - Ex Director del departamento de dramas. - Jeon Gook Hwan como el CEO de SBC. | Otros - Hwang Mi Seon, como la madre de Anthony. - Choi Soo Eun como Yoon Bit Na, integrante de un grupo de K-pop y pareja de Hyun Min. - Sung Byun Sook como Park Kang Ja, como la madre de Go Eun. - Oh Hyun Soo como Choi Do Hyung, representante de Hyun Min. - Park Kyu Sun como Bae Kwang Soo, asistente de Hyun Min. - Jeon Moo Song como el CEO Watanabe. - Fujii Mina como Akiko, esposa de Watanabe. - jang Hyun Sung como Watanabe Kenji, hijo del CEO Watanabe. Cameos - Park Shin Hye como la actriz principal de Elegante Venganza (ep. 1). - Choi Tae Joon como Oh In Sung, actor principal de Elegante Venganza (ep.1). - Park Joon Geum como la madre de Hyun Min (ep. 7). - Kim Jin Woo. - Sung Chang Hoon como el detective Oh Sang Moo. |

## Producción
Esta fue la primera serie de televisión de Kim Myung Min en cuatro años, su último trabajo fue Beethoven Virus en 2008 y de allí se enfocó en su carrera cinematográfica.
El drama estuvo dirigido por Hong Sung Chang de You're Beautiful y escrita por Jang Hang Joon de Sign. La filmación empezó el 14 de setiembre de 2012 en Yeouido, Seúl.
Choi Siwon filmó su primera escena el 26 de setiembre junto a Ryeo Won. Él cantó "You Raise Me Up" de Josh Groban durante el fan meeting que realizó su personaje, para la escena recurrió a sus fan para que actúen de extras.
El 17 de diciembre se anunció que la serie sería extendida dos episodios de su planificación original (16). El capítulo final fue emitido el 8 de enero de 2013 y los dos últimos episodios se centraron en el romance entre los personajes de Anthony Kim y Lee Go Eun.

## Banda sonora
- «Engarved In My Heart» - Lee Hyun (8Eight)
- «Blind with Love» - Yesung de Super Junior[3]
- «All Looks Like You» - Melody Day
- «Because It's Heaven» (Winter Rain) - MBLAQ[4]
- «Crappy Love» - E2RE
- «Tuesday Song» - Big Baby Driver

## Recepción
| Episodio | Fecha de emisión        | Audiencia media  | Audiencia media               | Audiencia media  | Audiencia media               |
| Episodio | Fecha de emisión        | TNmS Ratings     | TNmS Ratings                  | AGB Nielsen      | AGB Nielsen                   |
| Episodio | Fecha de emisión        | A nivel nacional | Área capital nacional de Seúl | A nivel nacional | Área capital nacional de Seúl |
| -------- | ----------------------- | ---------------- | ----------------------------- | ---------------- | ----------------------------- |
| 1        | 5 de noviembre de 2012  | 6.5 %            | 8.0 %                         | 6.5 %            | 7.6 %                         |
| 2        | 6 de noviembre de 2012  | 6.6 %            | 9.1 %                         | 7.3 %            | 8.6 %                         |
| 3        | 12 de noviembre de 2012 | 8.9 %            | 10.8 %                        | 7.1 %            | 8.9 %                         |
| 4        | 13 de noviembre de 2012 | 9.2 %            | 10.6 %                        | 7.3 %            | 8.5 %                         |
| 5        | 19 de noviembre de 2012 | 8.1 %            | 9.7 %                         | 8.1 %            | 9.8 %                         |
| 6        | 20 de noviembre de 2012 | 8.3 %            | 10.5 %                        | 7.7 %            | 9.0 %                         |
| 7        | 26 de noviembre de 2012 | 8.7 %            | 10.7 %                        | 6.8 %            | 7.7 %                         |
| 8        | 27 de noviembre de 2012 | 8.6 %            | 10.6 %                        | 6.9 %            | 8.1 %                         |
| 9        | 3 de diciembre de 2012  | 8.5 %            | 10.1 %                        | 7.4 %            | 8.2 %                         |
| 10       | 4 de diciembre de 2012  | 8.8 %            | 10.1                          | 8.9 %            | 10.0 %                        |
| 11       | 10 de diciembre de 2012 | 9.2 %            | 10.9 %                        | 7.3              | 8.3 %                         |
| 12       | 11 de diciembre de 2012 | 8.1 %            | 9.6 %                         | 7.1 %            | 8.1 %                         |
| 13       | 17 de diciembre de 2012 | 7.2 %            | 8.4 %                         | 6.7 %            | 7.8 %                         |
| 14       | 18 de diciembre de 2012 | 7.4 %            | 8.7 %                         | 7.5 %            | 7.9 %                         |
| 15       | 24 de diciembre de 2012 | 6.8 %            | 7.6 %                         | 6.6 %            | 7.9 %                         |
| 16       | 25 de diciembre de 2012 | 7.1 %            | 8.2 %                         | 6.9 %            | 8.4 %                         |
| 17       | 1 de enero de 2013      | 7.4 %            | 9.4 %                         | 6.6 %            | 8.3 %                         |
| 18       | 7 de enero de 2013      | 7.6 %            | 9.2 %                         | 6.7 %            | 8.0 %                         |
| Media    | Media                   | 7.9 %            | 9.6 %                         | 7.2 %            | 8.4 %                         |

## Emisiones Internacionales
Fue emitido por el canal de cable japonés KNTV el 2 de junio de 2013.